# Соколовка (Кировская область)
Соколо́вка — посёлок в Зуевском районе Кировской области, административный центр Соколовского сельского поселения.

## География
Посёлок расположен в 26 км на юг от Зуевки, на берегу реки Коса.

## История
Согласно архивным документам, в 1857 году Соколовка существовала как владельческое село помещика титулярного советника В. Ф. Каврайского. В 1863 году на реке Коса начал работать винокуренный завод, Соколовка становится владением заводчика И. В. Александрова. В 1895 году открывается Соколовское народное училище. В 1916 году Торговый Дом «Наследники Александрова» продают Соколовское имение Вятской земской опытной станции. На станции работают селекционеры Н. В. Рудницкий (растениеводство) и И. Ф. Печищев (животноводство). По переписи 1926 года в Соколовке числилось 50 хозяйств, в деревне Хохлы, примыкавшей к посёлку с северо-запада, — 26 хозяйств и 159 жителей. В 1930 году полеводческие отделы станции переводятся в Подоплёки Фалёнского района. Отдел животноводства Северо-Восточной сельхозстанции реорганизуется в специализированную Вятскую зональную станцию по свиноводству, создаётся племенное хозяйство свиней породы крупной белой, в 1932 — совхоз имени Ворошилова (в 1938—1942 годах работал известный зоотехник В.М. Толстой), в 1958 — племзавод «Соколовка».
В 1941 году инженером-электриком Р.Я. Гроссом на реке Коса была построена Гидроэлектростанция, давшая электричество всему Зуевскому району.
В 1971 году племзавод «Соколовка» награждён орденом «Знак Почёта», в 1976 и 1979 годах – занесён на Всесоюзную Доску Почёта на ВДНХ. В 1997 году хозяйство занимает первое место в России по племенному делу. СПК «Соколовка» — одно из лучших хозяйств Зуевского района. Особая гордость — свиноферма, на которой заканчивается техническое перевооружение. Пущены в эксплуатацию: автоматизированный корпус на 1400 свиней (их обслуживает одна свинарка) и маточник на 260 свиноматок (полностью автоматизирован).
В 1973 году в посёлке было открыто новое 3-этажное здание Соколовской средней школы.
В 2008 году на центральной усадьбе поселения в селе Соколовка прошла торжественная церемония пуска газа. Голубое топливо пришло в дома жителей, делая быт сельчан комфортнее.
В конце XIX—XX века Соколовка входила в состав Косинской волости Слободского уезда. С 1929 года — в составе Косинского сельсовета Зуевского района, с 1978 года — центр Соколовского сельсовета. 

## Население
| 1905 | 1926 | 1950 | 1989  | 2002  | 2010 |
| ---- | ---- | ---- | ----- | ----- | ---- |
| 297  | ↗328 | ↗440 | ↗1233 | ↘1105 | ↘981 |

## Инфраструктура
В поселке расположены средняя общеобразовательная школа, детский сад, врачебная амбулатория, дом культуры, отделение почтовой связи.